# اودا تاتسوکاتسو
اودا تاتسوکاتسو (به ژاپنی: 織田達勝) (تولد نامشخص – مرگ نامشخص) یک سامورایی ژاپنی در دوره سنگوکو بود که به خاندان شیبا خدمت می‌کرد. وی شوگودای (معاون فرماندار) چهار بخش پایینی ولایت اواری و صاحب قلعه کیوسو بود. فرزند یا فرزندخوانده وی اودا نوبوتومو نام داشت. دختر وی همسر رسمی اودا نوبوهیده (پدر نوبوناگا) بود اما این ازدواج بعدها به طلاق انجامید. وی چند بار با اودا نوبوهیده بر سر قدرت درگیر شد که در نهایت به صلح انجامید. 